# Kateřina Konečná
Kateřina Konečná (Nový Jičín, República Txeca, 20 de gener de 1981) és una política txeca membre del Parlament Europeu com a diputada del Partit Comunista de Bohèmia i Moràvia. Katerina es va graduar en Econòmiques a la Masaryk University el 2003. El 2009 també es va graduar en Finances i Administració i el 2013 en Dret. A les eleccions txeques del 2002 va ser escollida a la cambra baixa amb el Partit Comunista de Bohèmia i Moràvia. Va ser reelegida el 2006, 2010 i 2013.